# Німецька Демократична Республіка
Німе́цька Демократи́чна Респу́бліка (НДР; нім. Deutsche Demokratische Republik, [ˈdɔʏtʃə demoˈkʁaːtɪʃə ʁepuˈbliːk] ( прослухати), DDR), або Схі́дна Німе́ччина (нім. Ostdeutschland, [ˈɔstˌdɔʏtʃlant] ( прослухати)) — маріонеткова Радянському Союзу соціалістична марксистсько-ленінська німецька держава, утворена 7 жовтня 1949 року на території, підконтрольній СРСР (зокрема, радянський сектор Берліна). Проіснувала до Возз'єднання Німеччини 3 жовтня 1990 року.

## Географія НДР

### Географічне положення
НДР лежала в Центральній Європі, між 54°41′ та 50°10′ північної широти та 9° 54′ та 15° 2′ східної довготи. На півночі межувала з Балтійським морем, на сході з Польською Народною Республікою по ріках Одер та Нейсе (кордон протяжністю 460 км), на півдні з Чехословаччиною (454 км), на заході з ФРН (1378 км).
У межах країни містився Західний Берлін — місто, що мало окремий правовий статус, визначений чотиристоронньою угодою між СРСР, США, Францією та Великою Британією, підписаною у вересні 1971 року.

### Рельєф
У рельєфі країни домінували дві основні форми:
- рівнина з численними підвищеннями та озерами льодовикового походження, що займали 2/3 території країни;
- середньовисокі гори: найбільші вершини Фіхтельберг (1214 м) в Рудних горах та Броккен у Гарці (1142 м).

### Флора
Близько 30 % території були покриті лісами, в основному сосновими та ялинковими. Серед листяних насаджень переважали букові та дубові.

### Фауна
Найпоширенішими представниками фауни НДР були олень, лань, сарна, муфлон, кабан, заєць, дика качка, лисиця, куниця, ласиця.

## Історія

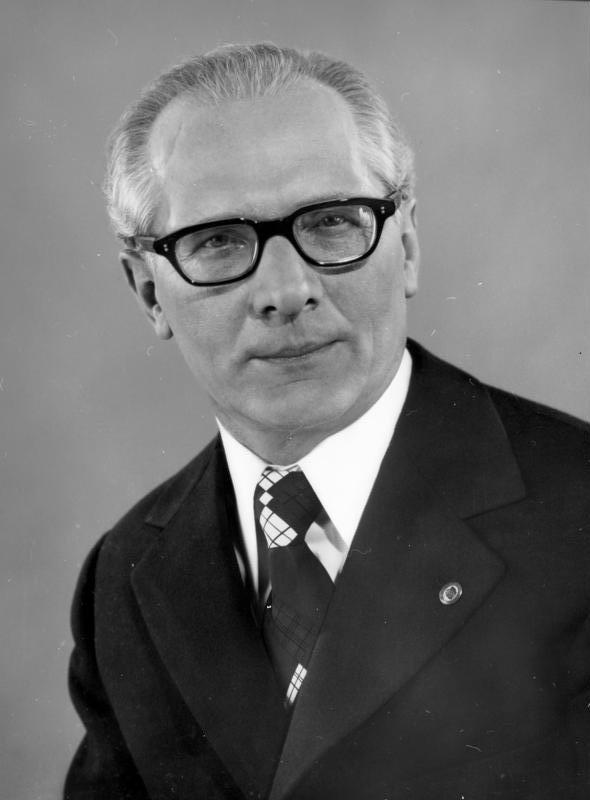
Еріх Гонекер

Згідно з домовленостями, досягнутими на Ялтинській і Потсдамській конференціях, союзники створили свою спільну військову окупаційну адміністрацію Німеччини — Союзну контрольну раду у складі чотирьох держав (США, Велика Британія, СРСР, Франція), яка мала бути військовим урядом до відновлення суверенітету країни. У Східній Німеччині радянська окупаційна зона (SBZ — Sowjetische Besatzungszone) складалася із п'яти земель: Мекленбург-Передня Померанія, Бранденбург, Саксонія, Саксонія-Ангальт і Тюрингія. Після відмови радянського уряду від союзної контрольної ради у 1948 році, радянська адміністрація сприяла розвитку окремого соціалістичного уряду у своїй зоні.
Одначе за сім років після Потсдамської конференції СРСР через Ноту Сталіна (10 березня 1952 р.) запропонував возз'єднання Німеччини, яку три західні держави союзників (США, Франція, Велика Британія) відхилили. Через кілька місяців по тому Сталін, комуністичний прихильник возз'єднання, помер у березні 1953 року. Його наступник Микита Хрущов відкинув возз'єднання як еквівалент приєднання Східної Німеччини до Заходу, а значить возз'єднання було неможливим до падіння НДР у 1989 році.

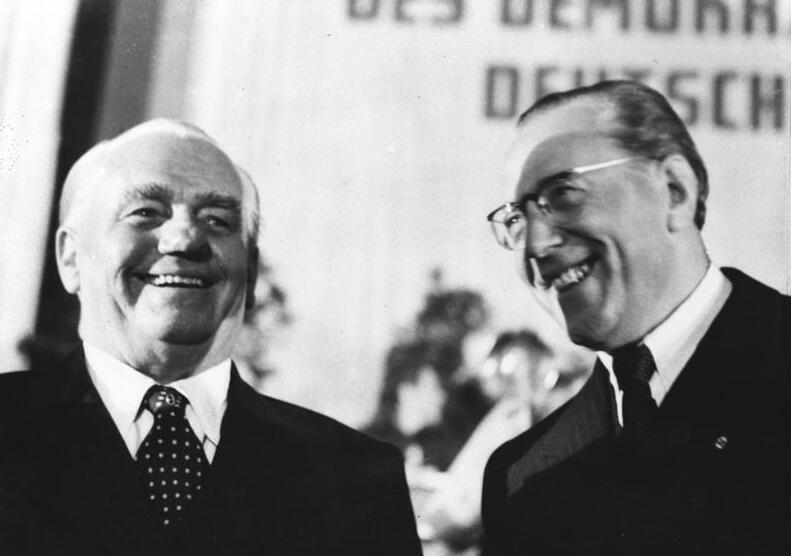
Лідери НДР: президент Вільгельм Пік і прем'єр-міністр Отто Гротеволь, 1949

У 1946 році Комуністична партія Німеччини (нім. Kommunistische Partei Deutschlands — KPD) і Соціал-демократична партія Німеччини (нім. Sozialdemokratische Partei Deutschlands — SPD) об'єдналися в Соціалістичну єдину партію Німеччини (СЄПН, нім. Sozialistische Einheitspartei Deutschlands — SED) (21 квітня 1945), яка потім виграла вибори 1946 року. Уряд СЄПН невдовзі «націоналізував» інфраструктуру і промислові підприємства.
Першим і єдиним президентом НДР був Вільгельм Пік. Однак після 1950 року справжнім керівником Східної Німеччини був Вальтер Ульбріхт — перший секретар СЄПН.
У 1953 році в Східній Німеччині проходили масові акції протесту, які були придушені за допомогою Радянського Союзу.
У 1971 році замість Ульбріхта лідером став Еріх Гонекер. Новий уряд запровадив нову Конституцію НДР, яка визначала її як «республіку робітників і селян» і де національний прикметник «німецький» рідко згадувався.

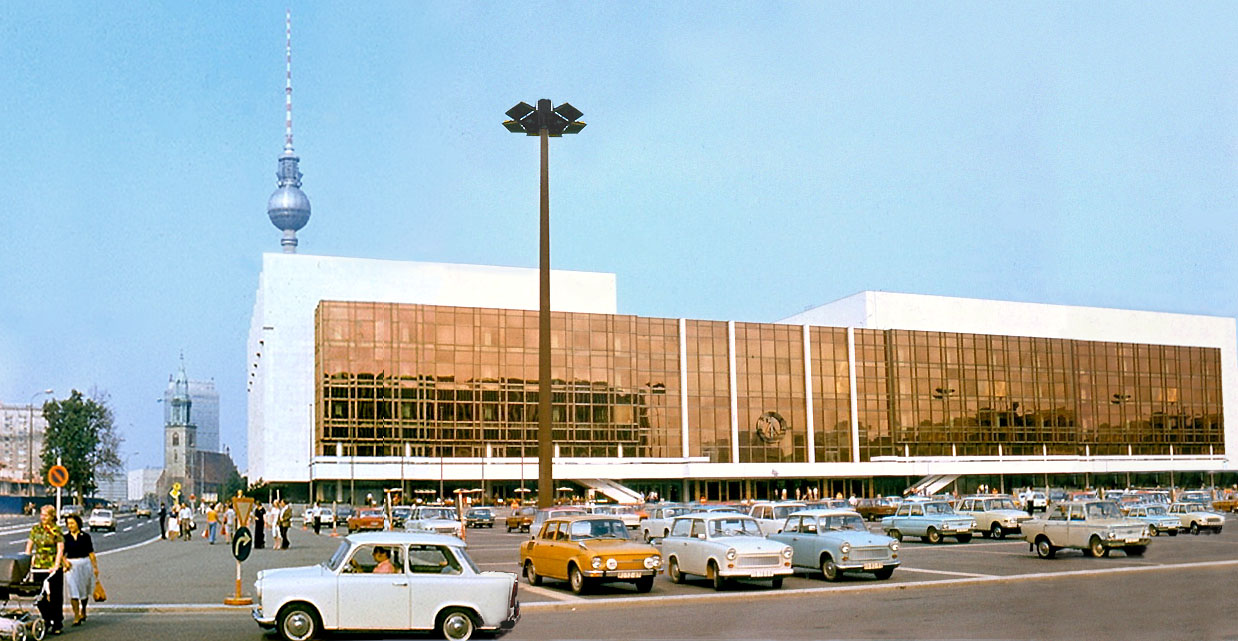
Палац Республіки — місце засідання Народної Палати НДР

### Зведення Берлінського муру

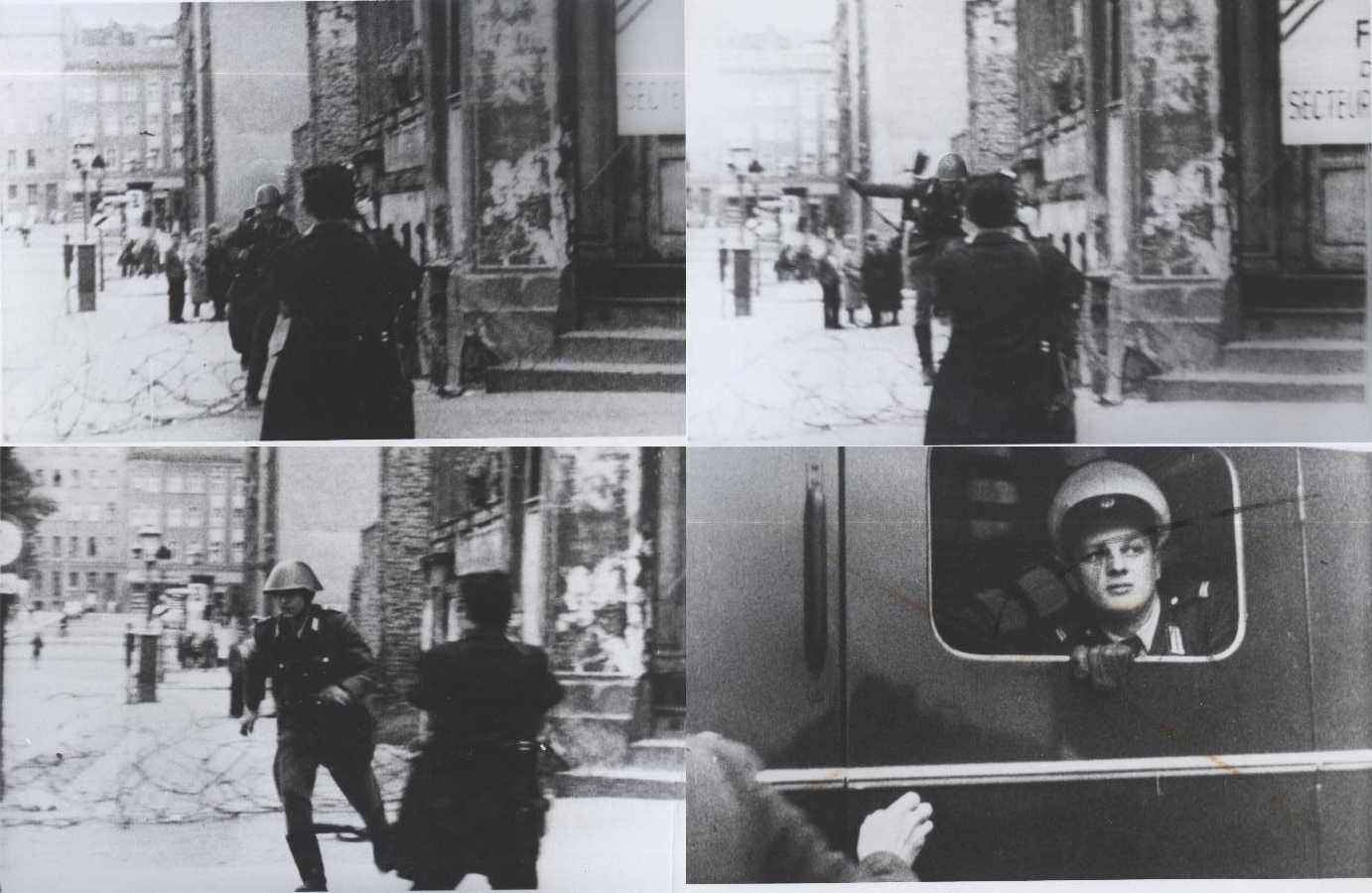
«Стрибок до волі» сержанта східнонімецької прикордонної поліції Конрада Шуманна

В зв'язку з загостренням протистояння СРСР та країн заходу у ніч з 12 на 13 серпня 1961 року голова Держради НДР наказав почати будівництво берлінського муру з метою закриття кордону та запобіганню подальшій міграції у ФРН.

## Економіка
Основним торгівельним партнером НДР був СРСР. Союз купляв майже винятково готові вироби, продукція машинобудування і споживацькі товари становили 80 % експорту в СРСР. Це були прилади, кораблі, комп'ютери, оптика, сільськогосподарські машини і гірниче обладнання. Також НДР постачала з часом більше текстилю і одягу, меблів і ліків.
СРСР постачав сировину. Ці поставки були дуже важливими для бідної на ресурси НДР. Навіть після скорочень поставок, у 1984 НДР отримала 73 % своєї нафти, 2/3 вугілля, майже весь свій природний газ і все ядерне паливо з СРСР. Також СРСР постачав бавовну, лісоматеріали, чорні метали і руди.

## Адміністративний устрій

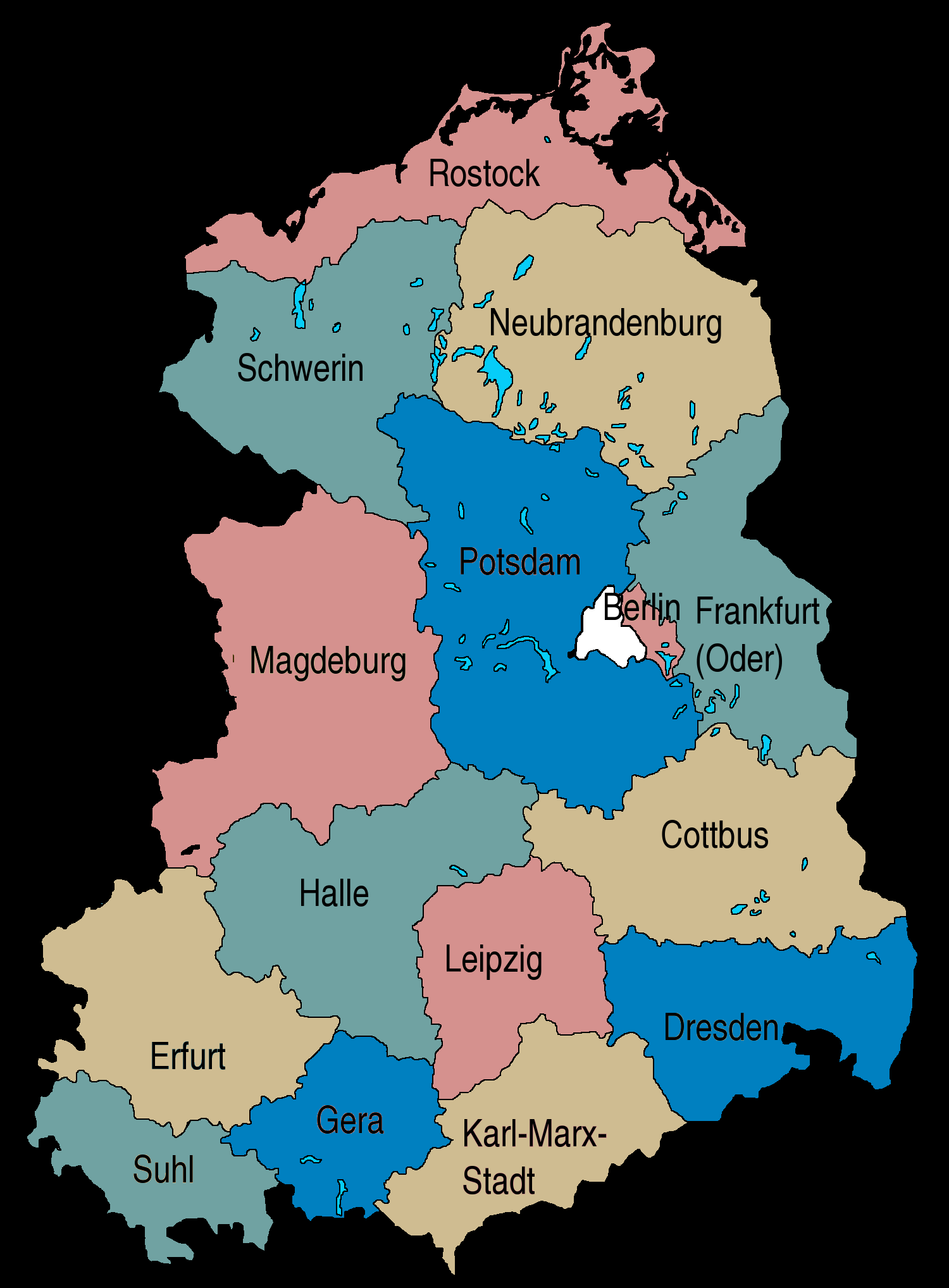
Округи НДР

До 1952 року до складу НДР входили столиця східний Берлін і п'ять німецьких земель Мекленбург-Передня Померанія (у 1947 році перейменована у Мекленбург), Бранденбург, Саксонія-Ангальт, Тюрингія, Саксонія.
Після адміністративної реформи 1952 року п'ять земель були скасовані і на їхньому місці було створено 14 округів (нім. Bezirk), що називалися за іменами їхніх адміністративних центрів: (I) Росток, (II) Нойбранденбург, (III) Шверін, (IV) Потсдам, (V) Франкфурт-на-Одері, (VI) Магдебург, (VII) Котбус, (VIII) Галле, (IX) Лейпциг, (X) Ерфурт, (XI) Дрезден, (XII) Карл-Маркс-Штадт (Хемніц до 1953 року і знову в 1990) (XIII) Гера і (XIV) Зуль; Східний Берлін був виділений в окремий округ у 1961 році.
Землі були поділені на округи таким чином: Мекленбург був розділений на округи Росток, Шверін, і Нойбранденбург; Бранденбург (до складу якого входив Берлін) був розділений на округи Потсдам, Франкфурт (на Одері) і Котбус; Саксонія-Ангальт була розділена на округи Галле і Магдебург; Тюрингія була розділена на округи Ерфурт, Гера і Зуль; і Саксонія була розділена на округи Лейпциг, Дрезден і Карл-Маркс-Штадт.

### Міста
Великі міста НДР (населення, 1988 рік)
- Берлін, столиця НДР (1 200 000)
- Лейпциг* (556 000)
- Дрезден* (520 000)
- Карл-Маркс-Штадт* (317 000) (нині Хемніц)
- Магдебург* (290 000)
- Росток* (250 000)
- Галле (Заале)* (236 000)
- Ерфурт* (215 000)
- Потсдам* (140 000)
- Гера* (131 000)
- Шверін* (130 000)
- Котбус* (125 000)
- Цвіккау (120 000)
- Єна (107 000)
- Дессау (105 000)

* Центри округів

## Інформагентства та ЗМІ
- АДН (нім. ADN; скорочення від нім. Allgemeiner Deutscher Nachrichtendienst — Загальнонімецька служба новин) — державне телеграфне інформаційне агентство НДР. Надавало відомості про події як всередині країни, так і закордоном для газет, радіо i телебачення НДР. АДН засноване 10 жовтня 1946 року у східній частині Берліна. Постійні кореспонденти АДН працювали в десятках країн світу. АДН мало укладені угоди про обмін інформацією з численними закордонними інформаційними службами, випускало в ефір щоденні радіопередачі у більш ніж 30 країнах світу, мало власну фотослужбу.[9]
- Щоденна газета «Нойєс Дойчланд» (Neues Deutschland — «Нова Німеччина») — центральний орган правлячої партії СЄПН в 1946—1989. Розповсюджувалась також в країнах «соціалістичного табору». Видається і в наш час, як партійний орган прямого нащадку СЄПН — крайньо лівої партії PDS («Партія демократичного соціалізму»)
- Юнге Вельт (Junge Welt) — щоденна молодіжна газета, друкований орган комсомолу НДР — «Союзу вільної німецької молоді» FDJ

## Нотатки
1. ↑  Не визнається трьома державами: Францією, Великої Британією та Сполученими Штатами.